# 3 Pułk Strzelców Konnych im. Hetmana Stefana Czarnieckiego
3 Pułk Strzelców Konnych im. Hetmana Polnego Koronnego Stefana Czarnieckiego (3 psk) – oddział kawalerii Wojska Polskiego II RP.
Pułk stacjonował w garnizonie Wołkowysk, eksterytorialnie na obszarze Okręgu Korpusu Nr III.
W kampanii wrześniowej 1939 walczył w składzie Suwalskiej Brygady Kawalerii wchodzącej w skład Samodzielnej Grupy Operacyjnej „Narew”. 20 września wchodzi w skład improwizowanej Dywizji Kawalerii „Zaza”, walcząc 21 i 22 września w Kalenkowiczach i 28 września nad Wieprzem.
29 września wszedł w skład Samodzielnej Grupy Operacyjnej „Polesie” i wziął udział w bitwie pod Kockiem. 6 października 1939 stoczył ostatni bój w Kalinowym Dole.

## Formowanie pułku
3 pułk strzelców konnych sformowany został na podstawie rozkazu Ministra Spraw Wojskowych z 4 października 1921 z połączenia:
- I dywizjonu 1 psk, w składzie:
  - 1 szwadronu zorganizowanego w 1918, we Włocławku, który w kwietniu 1919 w składzie Grupy Jazdy ppłk. Władysława Beliny-Prażmowskiego wziął udział w zajęciu Wilna, w lipcu 1919 r. współdziałał z 1 DP Leg., w akcji na Kurzeniec – Mołodeczno, 5 sierpnia 1920 wziął udział w wypadzie na Nowy Dwór, a od 20 sierpnia 1920 prowadził walki nad Niemnem i wziął udział w zajęciu Lidy,
  - 2 szwadronu powstałego w 1918, w Lubomlu, który walczył z Ukraińcami na Wołyniu, w maju 1919 prowadził walki o Dąbrowicę i Sarny, w czerwcu tego roku nad Styrem i Stochodem, a od lutego 1920 walczył w składzie 1 DP Leg. na Ukrainie,
- Dywizjonu Huzarów Śmierci (Dywizjonu Jazdy Ochotniczej) powstałego 23 lipca 1920 w Białymstoku,
- 8 (5) szwadronu 3 psk sformowanego w 1920 w Tarnowie, który we wrześniu 1920, w składzie 15 Dywizji Piechoty walczył pod Kamieńcem Litewskim i Wołkowyskiem.

27 kwietnia 1922 w Białymstoku nastąpiło połączenie wszystkich szwadronów. Dowódcą pułku został płk Władysław Tomaszewicz z byłej armii rosyjskiej.

## Historia wojenna dywizjonów
Szwadron Jazdy Ziemi Kujawskiej
Szwadrony dywizjonu 1 pułku strzelców konnych, którego tradycje przejął późniejszy 1 szwadron 3 psk, sformowano niezależnie od siebie. 1 szwadron jako „Szwadron Jazdy Ziemi Kujawskiej” sformowano w okolicach Włocławka. Stosowano wówczas tradycyjny w wojsku polskim sposób rekrutacji terytorialnej. Organizatorami szwadronu byli: rtm. Henryk Bzowski i ppor. Józef Głębocki. Materialnie wspierał ich właściciel ziemski Konstanty Morzycki. Początkowo szwadron nosił numer 7 i wchodził w skład 2 pułku ułanów. W marcu 1919 liczył ok. 140 szabel.
Szwadron wziął udział w wyprawie wileńskiej w grupie ppłk. Władysława Beliny-Prażmowskiego. W czerwcu 1919 wydzielono szwadron z 2 puł i jako 1 szwadron wszedł w skład 1 pułku dragonów. Po przemianowaniu pułków dragonów na pułki strzelców konnych – został 1 szwadronem 1 pułku strzelców konnych. 27 kwietnia 1922 przybył do Białegostoku, gdzie wszedł w skład nowo formowanego 3 psk jako jego 1 szwadron.
Lubomilski szwadron marszowy 1 pułku ułanów
Formowanie 2 szwadronu l dywizjonu rozpoczęto w listopadzie 1918 w Lubomlu na Wołyniu. Początkowo przyjął on nazwę „Lubomilski szwadron marszowy 1 pułku ułanów”. Jego organizatorem był pchor. Bolesław Niklewicz. W grudniu oddział liczył 50 „szabel”. Jego dowódcą został por. Gustaw Grzybowski. 21 marca 1919 do szwadronu wcielono oddział jazdy zorganizowany w Zamościu przez pchor. Dezyderiusza Zawistowskiego, a w kwietniu – pluton pod dowództwem ochotnika Gorzkowskiego z Włodzimierza Wołyńskiego. W tym czasie ppor. Bolesław Wolicki zorganizował pluton karabinów maszynowych na taczankach. Dowództwo szwadronu objął por. Zbigniew Brochwicz-Lewiński. W sierpniu 1919 szwadron detaszowany do 1 pułku szwoleżerów odszedł do Warszawy, a w październiku przemianowany został na szwadron 1 pułku dragonów. W styczniu 1920 z 1 szwadronu wyodrębniono 2 szwadron 1 psk.
Odszedł wówczas na front łotewski nad Dźwiną, by ostatecznie utworzyć wraz z l szwadronem I dywizjon 1 psk. W maju 1921 weszła w życie pokojowa organizacja wojska. Dywizjon obejmujący 1 i 2 szwadron 1 psk został rozformowany, a jego żołnierze pod dowództwem rtm. Grzybowskiego weszli w skład 3 psk, stacjonując początkowo w Połoczanach, a później w Grodnie.
Dywizjon „Huzarów Śmierci”
Dywizjon „Huzarów Śmierci” sformowano jako oddział jazdy ochotniczej w okresie Bitwy Warszawskiej latem 1920. Organizował go por. Józef Siła-Nowicki. W skład dywizjonu weszli żołnierze z oddziałów mjr. Feliksa Jaworskiego, z pułku jazdy tatarskiej i ochotnicy. Zaprzysiężenie dywizjonu nastąpiło w Prostyni pod Małkinią. Liczył on wówczas 511 „szabel” i posiadał 20 karabinów maszynowych. Dywizjon walczył w dniach 14–16 sierpnia 1920 pod Radzyminem, a następnie kontynuował pościg za uchodzącymi oddziałami nieprzyjacielskimi, odznaczając się brawurowo wykonaną szarżą pod Myszyńcem. W wyniku pokojowej organizacji wojska wszedł w skład 3 psk.
Inne dywizjony
Dywizjony, które w latach 1918/1921 nosiły numer i nazwę 3 pułku strzelców konnych, ale ostatecznie nie weszły w skład „pokojowego” 3 psk
III dywizjon 3 psk nakazano sformować 31 października 1919. W jego skład weszły dwa szwadrony konnych zwiadowców, wyłączonych z trzech pułków piechoty Dywizji Litewsko-Białoruskiej. 1 szwadron pod dowództwem por. Stanisława Czuczełowicza, liczący ok. 110 „szabel”, od grudnia 1918 działał jako „szwadron Grodzieńskich Ułanów” i pełnił funkcje konnych zwiadowców grodzieńskiego pułku strzelców. 2 szwadron stanowili konni zwiadowcy mińskiego i wileńskiego pułku piechoty pod dowództwem rtm. Jerzego Ursyn-Niemcewicza. Dywizjon ten nie wszedł w skład 3 psk, lecz stał się zalążkiem 23 pułku ułanów.
W latach 1918/19 istniał też na terenie Małopolski „1 szwadron 3 pułku strzelców konnych”. Jego organizatorem był rtm. Józef Dunin-Borkowski. W skład szwadronu wchodzili ochotnicy z byłej armii austriackiej, korpusu gen. Józefa Dowbor-Muśnickiego, grupa studentów z SGGW z Warszawy oraz studenci z Krakowa. Szwadron ten stał się zalążkiem 9 pułku ułanów.

### Bilans walk
| Żołnierze pułku odznaczeni Krzyżem Srebrnym Orderu Wojskowego Virtuti Militari za wojnę 1918–1920 | Żołnierze pułku odznaczeni Krzyżem Srebrnym Orderu Wojskowego Virtuti Militari za wojnę 1918–1920 | Żołnierze pułku odznaczeni Krzyżem Srebrnym Orderu Wojskowego Virtuti Militari za wojnę 1918–1920 |
| ------------------------------------------------------------------------------------------------- | ------------------------------------------------------------------------------------------------- | ------------------------------------------------------------------------------------------------- |
| plut. Julian Czuczeło nr 3793                                                                     | rtm. Stanisław Czuczełowicz nr 2134                                                               | por. Władysław II Kamiński nr 2136                                                                |
| por. Bolesław Kochanowski nr 4070                                                                 | kpr. Jan Kosiorowski* nr 431                                                                      | kpr. Józef Maziec nr 4157                                                                         |
| plut. Rudolf Neugebauer nr 2181                                                                   | ś.p. strzelec Klemens Pichel nr 8061                                                              | ppor. Jan Pietraszko nr 3795                                                                      |
| wachm. Stanisław Skarżyński nr 4115                                                               | ś.p. ppor. Stanisław Sołtan* nr 4925                                                              | ś.p. kpr. Czesław Strzelecki nr 2546                                                              |
| plut. Michał Tuczkowski nr 2154                                                                   | wachm. Bronisław Wąsowicz nr 165                                                                  | kpr. Andrzej Węgrzyn* nr 2127                                                                     |
| strzelec Kazimierz Więckowski nr 4286                                                             | por. Dezyderiusz Zawistowski nr 7580                                                              |                                                                                                   |

Ponadto 16 oficerów i 72 szeregowych zostało odznaczonych Krzyżem Walecznych.

## Pułk w okresie pokoju

### Struktura i zadania

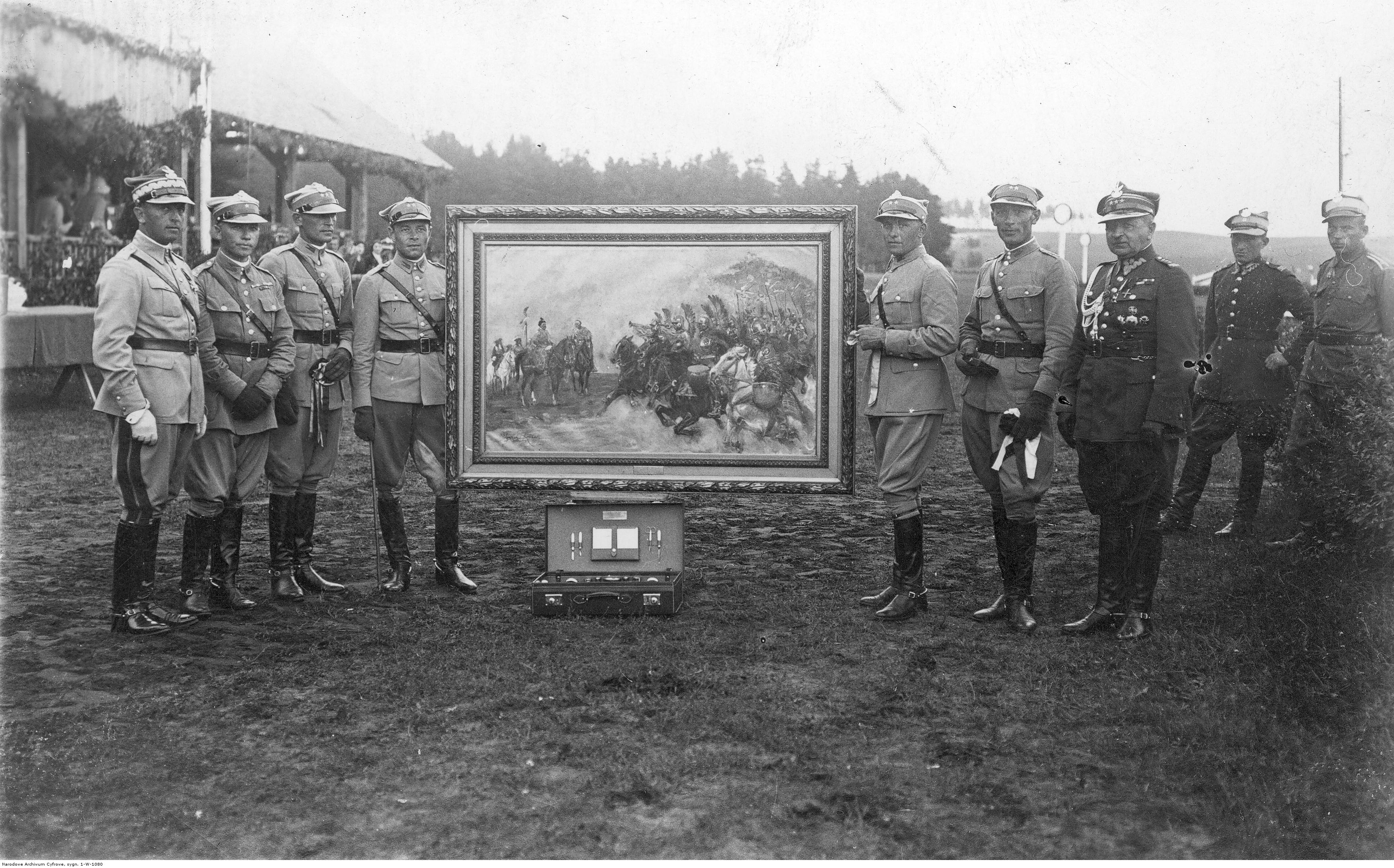
Zawody jeździeckie o mistrzostwo armii w Wilnie 1931. Zwycięska ekipa 3 psk prezentuje nagrodę - obraz W. Kossaka.

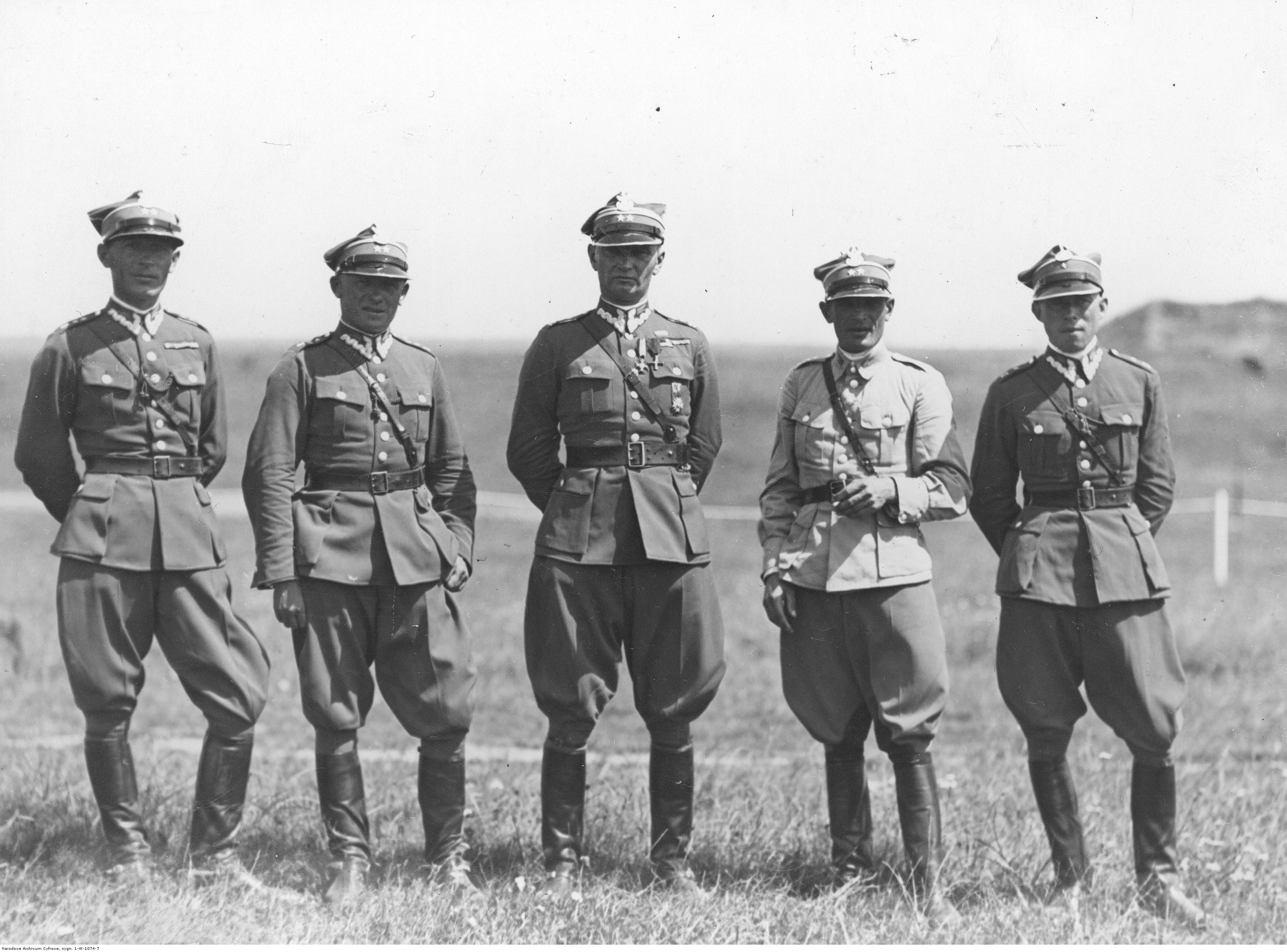
Zawody jeździeckie o mistrzostwo armii w Rakowicach pod Krakowem - zwycięska ekipa 3 psk; lipiec 1932.

3 pułk strzelców konnych zorganizowany został na podstawie rozkazu MSWojsk. – Oddz. 1 Sztabu L. 2339/org. z 4 października 1921. Połączenie wszystkich szwadronów, nastąpiło 27 kwietnia 1922 i dzień ten uznano za święto pułkowe. Jesienią 1921 dowództwo pułku dysponowało tylko 5 szwadronem (dawnym 8) jako oddziałem sztabowym. W owym czasie liczył on 60 kawalerzystów i 50 koni. W dalszej kolejności dołączył do pułku 1 szwadron rtm. Gustawa Grzybowskiego i 3 szwadron rtm. Władysława Kamińskiego z dywizjonu „Huzarów Śmierci”. Jako ostatni przybył 2 szwadron rtm. Wilhelma Wilczyńskiego. 8 grudnia 1922 pułk zajął koszary po rosyjskim oddziale artylerii w Wołkowysku.
W 1923 pułk spełniał rolę jazdy dywizyjnej, a jego dowódca podlegał bezpośrednio dowódcy Okręgu Korpusu Nr III. W zakresie szkolenia pułk podlegał inspektorowi jady nr III. W tym okresie w jego skład wchodziły trzy szwadrony strzelców konnych, oddział szkolny karabinów maszynowych, pułkowa szkoła podoficerska i kadra szwadronu zapasowego. 17 maja 1924 sformowano 4 szwadron, szwadron karabinów maszynowych, szwadron zapasowy i pluton łączności.
7 listopada 1936 Minister Spraw Wojskowych nadał 3 psk nazwę „3 Pułk Strzelców Konnych imienia Hetmana Polnego Koronnego Stefana Czarnieckiego” oraz zarządził noszenie przez żołnierzy pułku na naramiennikach kurtek i płaszczy – w miejsce dotychczasowej numeracji – inicjałów „S.C.” z buławą hetmańską. Dla oficerów i chorążych inicjały i buława były haftowane nićmi metalowymi, oksydowanymi na stare srebro, natomiast dla podoficerów i strzelców wykonane były z białego matowanego metalu. Podoficerowie zawodowi mogli nosić inicjały i buławę haftowaną w czasie występowania w ubiorze pozasłużbowym.

### Zakwaterowanie
Na miejsce formowania „nowego” 3 pułku strzelców konnych wyznaczono Białystok. Zalążki pułku stanowił „stary” 5/3 pułku strzelców konnych, który przybył w listopadzie 1921 z Głębokiego do Białegostoku. W tym czasie pododdziały, które miały wejść w skład nowego pułku, kwaterowały w różnych miejscach: 1 szwadron, utworzony z 1/1 pułku strzelców konnych, w Grodnie, natomiast 2. i 3 szwadron – spadkobiercy tradycji  Dywizjonu Huzarów Śmierci – na Wileńszczyźnie. Połączono je dopiero 27 kwietnia 1922 w Białymstoku.

8 grudnia 1922  3 psk przeniesiono do koszar w Wołkowysku.

### „Militari”
Od 1923 organizowane były Mistrzostwa Armii tzw. „Militari".  Był to wszechstronny sprawdzian szkolenia żołnierzy i koni. W 1929 ekipa pułku wywalczyła III miejsce w klasyfikacji ogólnej, zdobywając tytuł II wicemistrza WP, a w następnym roku I wicemistrza WP. W 1931 pułk zdobył tytuł zespołowego mistrza Armii; por. Bazyli Nieczaj był trzeci w klasyfikacji indywidualnej, a por. Wacław Totjew otrzymał nagrodę szefa Departamentu Kawalerii MSWojsk. za najlepiej ujeżdżonego konia. W kolejnym roku pułk utrzymał zaszczytny tytuł, a w 1934 był drugi. Od 1932 dobierano konie jednolitej maści w poszczególnych szwadronach – w 1 szwadronie były to ciemnogniade, w 2, 3 i 4 szwadronie – gniade, w szwadronie karabinów maszynowych – kare, w plutonie łączności i dla trębaczy – siwe.

### Święto pułkowe
Święto pułku obchodzone było 27 kwietnia, w rocznicę połączenia się wszystkich szwadronów w 1922, w Białymstoku. Z tej okazji trębacze pułku występowali w historycznych mundurach z okresu powstania listopadowego. Obok marsza pułkowego, trębacze grali także „zawołanie pułkowe”. W przeddzień uroczystości organizowano wieczorny capstrzyk z pochodniami i apelem poległych.
27 kwietnia na placu apelowym odprawiano uroczystą mszę świętą. Msza kończyła się defiladą, po południu zaś odbywały się zawody konne połączone z woltyżerką, ścinaniem łozy i innymi popisami. W uroczystościach brały również udział plutony Krakusów wchodzące organizacyjnie w skład 3 szwadronu rtm. Wiktora Gosiewskiego.

### Mobilizacja
| Pułk w planie mobilizacyjnym „S” | Pułk w planie mobilizacyjnym „S” | Pułk w planie mobilizacyjnym „S” |
| Nazwa pododdziału                | Termin                           | Miejsce mobilizacji              |
| -------------------------------- | -------------------------------- | -------------------------------- |
| dowódca pułku z drużyną          | alarm                            | Wołkowysk                        |
| pluton łączności                 | alarm                            | Wołkowysk                        |
| 1÷4 szwadrony                    | alarm                            | Wołkowysk                        |
| szwadron karabinów maszynowych   | alarm                            | Wołkowysk                        |
| dowódca brygady kawalerii nr 18  | alarm                            | Wołkowysk                        |
| kolumna taborowa nr 368          | 8                                | Wołkowysk                        |
| kolumna taborowa nr 366          | 9                                | Wołkowysk                        |
| uzupełnienie do czasu „W”        | 7                                | Wołkowysk                        |
| PKU Wołkowysk                    | 2                                | Wołkowysk                        |
| szwadron marszowy 1/3 psk        | 18                               | Wołkowysk                        |
| szwadron zapasowy                | do 15                            | Wołkowysk                        |

| Obsada personalna i struktura organizacyjna w marcu 1939 | Obsada personalna i struktura organizacyjna w marcu 1939 |
| Stanowisko                                               | Stopień, imię i nazwisko                                 |
| -------------------------------------------------------- | -------------------------------------------------------- |
| dowódca pułku                                            | płk dypl. Julian Filipowicz                              |
| I zastępca dowódcy                                       | ppłk Stefan Jan Józef Platonoff                          |
| adiutant                                                 | rtm. Antoni Grzegorz Nowakowski                          |
| naczelny lekarz medycyny                                 | kpt. dr Zygmunt Drohocki                                 |
| lekarz weterynarii                                       | kpt. Bronisław Jan Lubieniecki                           |
| komendant rejonu PW Konnego                              | rtm. Bronisław Korzon                                    |
| w dyspozycji dowódcy                                     | rtm. Wiktor I Gosiewski                                  |
| II zastępca dowódcy (kwatermistrz)                       | mjr Jerzy Florkowski                                     |
| oficer mobilizacyjny                                     | rtm. Bronisław Korzon                                    |
| zastępca oficera mobilizacyjnego                         | rtm. Witold Wasiutyński                                  |
| oficer administracyjno-materiałowy                       | rtm. Bazyli Nieczaj                                      |
| dowódca szwadronu gospodarczego                          | rtm. Antoni Grzegorz Nowakowski                          |
| oficer gospodarczy                                       | por. int. Jan Kapuściński                                |
| oficer żywnościowy                                       | por. Wiktor Ciechanowicz                                 |
| dowódca plutonu łączności                                | rtm. Antoni Kossakowski                                  |
| dowódca plutonu kolarzy                                  | por. Stanisław Kryda                                     |
| dowódca plutonu ppanc.                                   | vacat                                                    |
| dowódca 1 szwadronu                                      | p.o. por. Zbigniew Naborowski                            |
| dowódca plutonu                                          | ppor. Kazimierz Jerzy Cent                               |
| dowódca 2 szwadronu                                      | rtm. Wacław Bogucki                                      |
| dowódca plutonu                                          | ppor. Jerzy Stanisław Dudek                              |
| dowódca 3 szwadronu                                      | por. Stanisław Łapczyński                                |
| dowódca plutonu                                          | ppor. Władysław Kwiecień                                 |
| dowódca plutonu                                          | ppor. Tadeusz Zieliński                                  |
| dowódca 4 szwadronu                                      | por. Lucjan Lewandowski                                  |
| dowódca plutonu                                          | ppor. Henryk II Kulesza                                  |
| dowódca szwadronu km                                     | rtm. Dionizy Boniewicz                                   |
| dowódca plutonu                                          | ppor. Anatol Buczarski                                   |
| dowódca plutonu                                          | ppor. Antoni Trzeciak                                    |
| dowódca szwadronu zapasowego                             | rtm. Edward Marian Śniegocki                             |
| zastępca dowódcy                                         | por. adm. (kaw.) Antoni Kowza                            |
| odkomenderowany                                          | por. Mieczysław Łączyński                                |
| odkomenderowany                                          | rtm. adm. (kaw.) Jan III Kwiatkowski                     |
| na kursie                                                | rtm. Julian Grodzicki                                    |

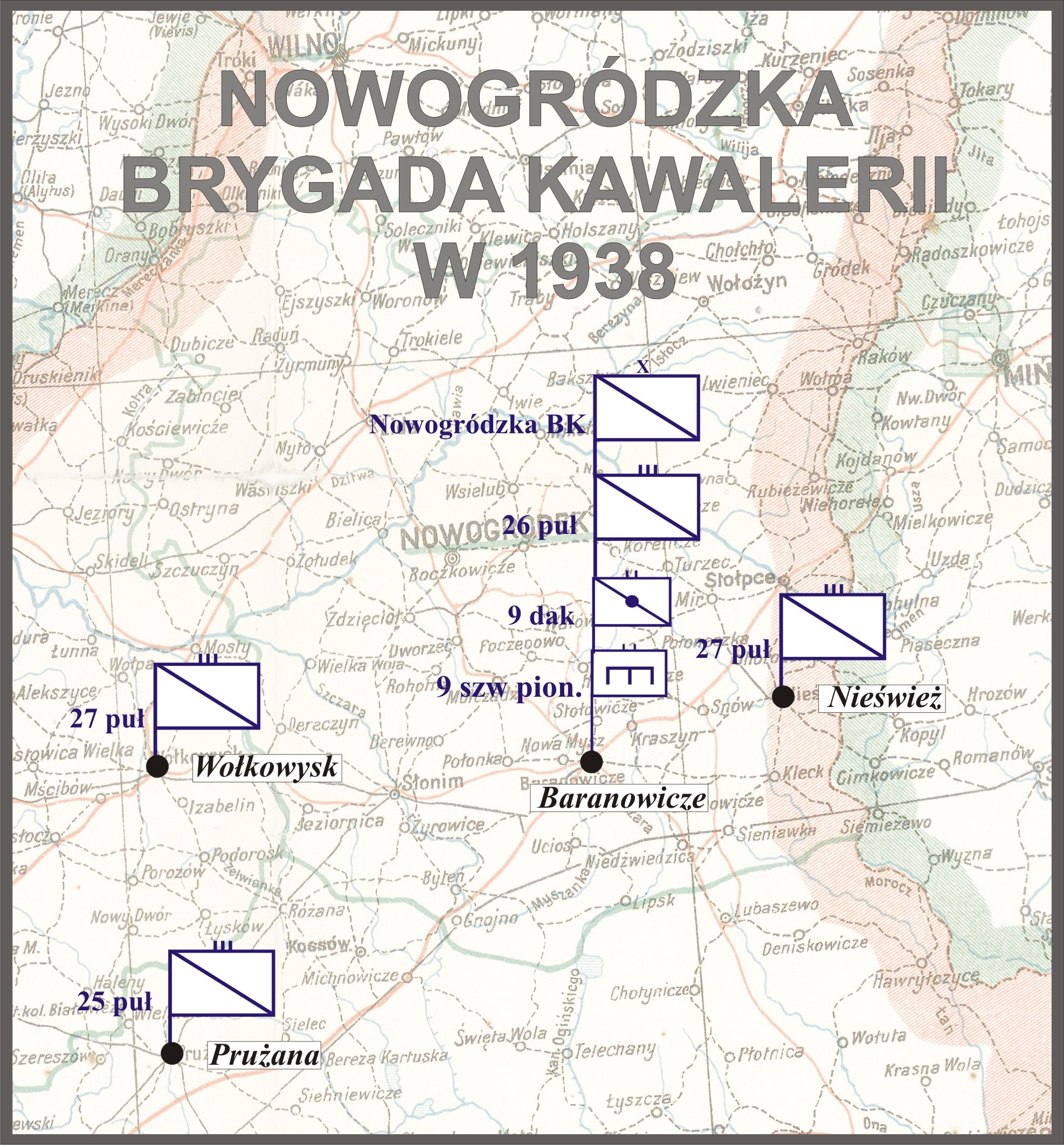
Nowogródzka BK w 1938

Z końcem marca 1939 w związku z mobilizacją  Nowogródzkiej Brygady Kawalerii, której dotychczas podlegał 3 psk i dyslokowaniu jej na teren północnego Mazowsza, nastąpiła zmiana podległości 3 psk. Stacjonujący na terenie Okręgu Korpusu nr III 3 psk dotychczas podległy Nowogródzkiej BK wszedł w skład Suwalskiej Brygady Kawalerii. Pomimo zmiany podległości pułku, w tabelach mobilizacyjnych nie nastąpiły zmiany przydziałów i mobilizował w dalszym ciągu pododdziały poza pułkowe (brygadowe) dla Nowogródzkiej BK.     
3 psk rozpoczął czynności mobilizacyjne, w ramach mobilizacji alarmowej w grupie czerwonej w Wołkowysku, w dniach od 24 do 26 sierpnia 1939 i zmobilizował: 
- 3 pułk strzelców konnych w organizacji i na etatach wojennych, w czasie od A+24 do A+36,
- szwadron kolarzy nr 9, w czasie A+42 (dla  Nowogródzkiej Brygady Kawalerii),
- pluton sanitarny konny nr 89, w czasie A+42 (dla Nowogródzkiej BK),
- kolumnę taborową kawaleryjską nr 358, w czasie A+48,
- warsztat taborowy nr 344, w czasie A+48.

W I rzucie mobilizacji powszechnej:
- szwadron marszowy nr 4 Nowogródzkiej BK (3 psk), do 5 dnia jej trwania[29].

Podczas mobilizacji nastąpiły pewne perturbacje natury komunikacyjnej utrudniające dotarcie żołnierzom rezerwy do mobilizowanego pułku. Pułk osiągnął  gotowość marszową 25 sierpnia o godz.14.00. Ponadto nastąpiły opóźnienia w podstawieniu transportów kolejowych do przewiezienia pułku w rejon ugrupowania Suwalskiej BK.

## 3 psk w kampanii wrześniowej

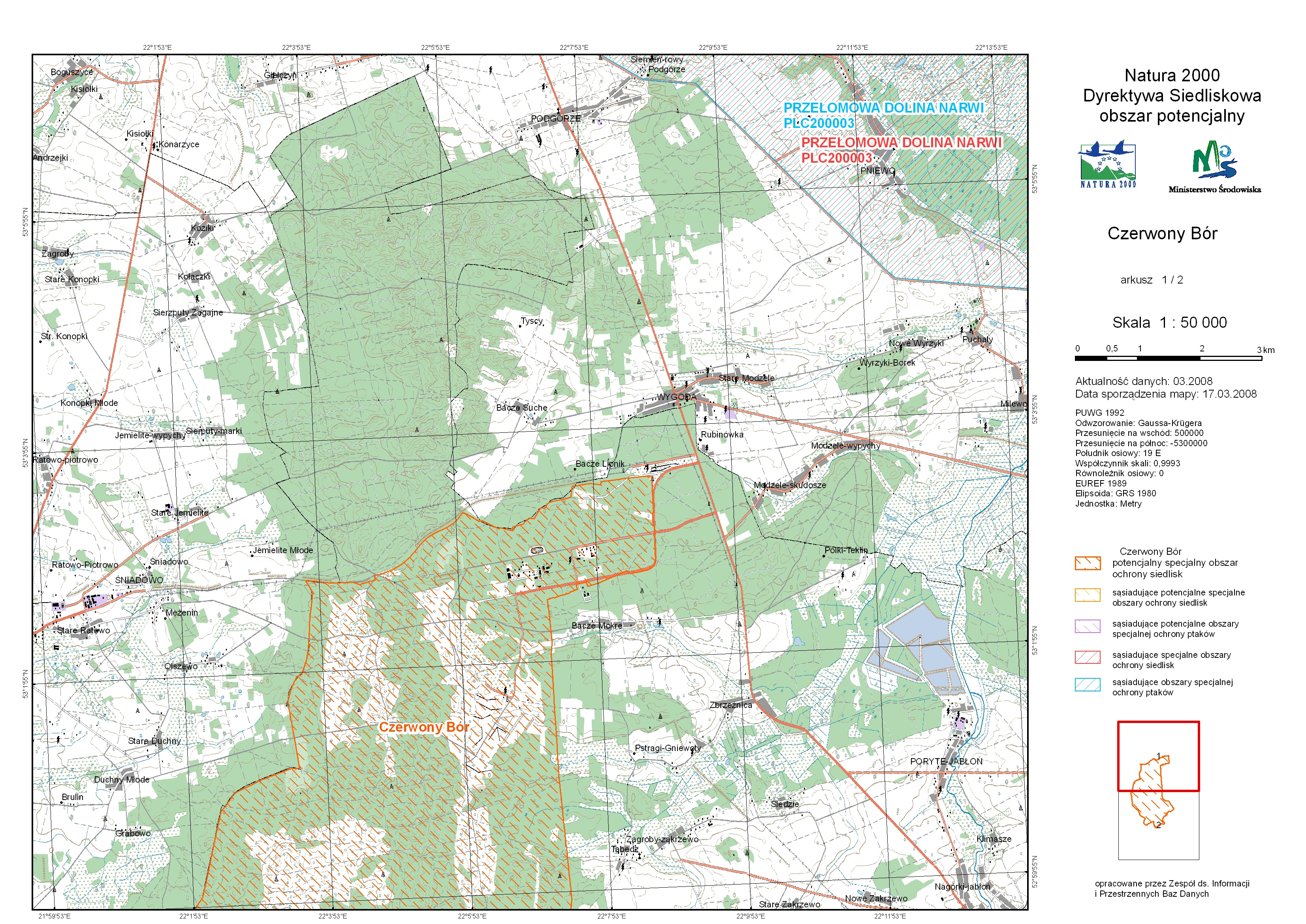
Mapa lasu Czerwony Bór

### Działania bojowe

#### Walki graniczne i na północno wschodnim Mazowszu
W dniach 1–4 września na odcinku Suwalskiej BK nie doszło do nawiązania styczności bojowej z nieprzyjacielem. 3 września 1939 o godz.5.00 do dwóch transportów kolejowych w Wołkowysku załadowano 3 pułk strzelców konnych, który przemieścił się w rejon Augustowa i Suwałk. Jednak rozkazem dowódcy SGO „Narew” gen. bryg. Czesława Młota-Fijłkowskiego nie rozładowano transportów pułku w Augustowie. Transporty z pułkiem pojechały przez Sokółkę-Białystok-Łapy do Czerwonego Boru, gdzie pułk został rozładowany 4 września rano. Podczas rozładunku stację zbombardował jeden samolot niemiecki. W wyniku nalotu śmiertelnie ranny został jeden strzelec, a podoficer popełnił samobójstwo. Rozkazem dowódcy Samodzielnej Grupy Operacyjnej „Narew” 3 psk został podporządkowany dowódcy 18 Dywizji Piechoty w rejonie Łomży. Jego zadaniem była osłona południowego skrzydła dywizji.
5 września patrole pułku prowadziły działania rozpoznawcze na kierunku zajętego przez Niemców Różana. 6 września siły główne pułku obsadziły Grodzisk, Dzwonek i Czerwin nad rzeką Orz. 7 września 4 szwadron pułku rozkazem dowódcy Podlaskiej Brygady Kawalerii został wysłany na dalekie rozpoznanie w kierunku Długosiodła. 8 września pułk przeszedł chrzest bojowy. O godz.7.30 na obronę 3 szwadronu w Grodzisku wyszło konne rozpoznanie niemieckiej kawalerii z 1 Brygady Kawalerii płk. Feldta, a po odrzuceniu rozpoznania uderzyła niemiecka kompania piechoty wsparta czołgami. Natarcie wspieranej czołgami zmotoryzowanej piechoty z Dywizji Pancernej „Kempf” oraz wsparte artylerią, powstrzymano, w jej trakcie doszło do walki wręcz na stanowiskach 3 szwadronu. W rezultacie natarcie niemieckie zostało odparte. 2 szwadron bronił rejonu Czerwina, a 1 szwadron pozostał w odwodzie. O godz.17.00 natarcie niemieckie zostało ponowione większymi siłami, ale zostało również odparte. O godz.19.00 oddziały niemieckie przeprowadziły natarcie na stanowiska pułku po raz trzeci. Około godz.22.00 3 psk odparł następne natarcie na swoje stanowiska, strona niemiecka usiłowała oskrzydlić obronę pułku. Około godz.1.00 9 września pułk podjął zgodnie z rozkazem odwrót. W trakcie walki poległo 6 żołnierzy pułku. W nocy z  8/9 września pułk wycofał się trasą przez wieś Ruda, szosą Ostrołęka-Ostrów Mazowiecka przez Kleczkowo do wsi Truszki w rejon m. Tyszki, gdzie miał stanowić osłonę południowego skrzydła 18 DP nad rzeką Ruż.
9 września rano pułk zajął obronę w rejonie Jakać Stara, Jakać Borki. Uderzenie niemieckie wyszło na 2 szwadron pułku około godz.16.00, pułk został zaatakowany przez jednostki DPanc „Kempf”, w sile około 60 czołgów z 7 pułku pancernego, batalionu piechoty zmotoryzowanej i licznych samochodów pancernych i około 4 baterii artylerii. Pułk w składzie 2, 3 i 4 szwadronów z trudem powstrzymywał niemieckie natarcie. Na pozycji obronnej utracił część armat przeciwpancernych i ciężkich karabinów maszynowych, żołnierze nie wytrzymali uderzenia i pułk wycofał się na Radogoszcz, Śniadowo, zebrał się w lesie koło wsi Truszki. Oddziały niemieckie po przełamaniu obrony pułku, wyszły na tyły 18 DP. 10 września 3 psk pozostał w okolicy Śniadowa, gdzie odtwarzał zdolność bojową, dołączali częściowo rozproszeni żołnierze, był w dyspozycji 18 DP. Wieczorem 10 września 3 psk powrócił pod dowództwo Suwalskiej BK. W nocy 10/11 września podjął marsz w składzie Suwalskiej BK w kolumnie za 3 pułkiem szwoleżerów w rejon Zambrowa, celem wsparcia natarcia 18 DP na to miasto i otwarcia sobie drogi z okrążenia. 
Po południu 3 psk dotarł do wsi Osowiec. Stał tam stanowiąc odwód brygady. Późnym popołudniem 11 września 3 psk zluzował pododdziały 1 pułku ułanów i szwadron 3 pszw. pod Długoborzem. Strzelcy konni otrzymali rozkaz odzyskania lasu na południe od Wądołek Borowych, gdzie doszło do bratobójczej walki 1 puł. z 71 pułkiem piechoty z 18 DP, a następnie który, został opanowany przez niemieckie oddziały 20 Dywizji Piechoty Zmotoryzowanej. Nocą 11/12 września do natarcia został wyznaczony dywizjon 3 psk, który we współdziałaniu z 3 szwadronem 3 pszw. i ze wsparciem dwóch baterii 4 dak miał wykonać natarcie na las i go opanować. Wsparcie szwoleżerów miał zapewnić 31 dywizjon pancerny. Dywizjonowi strzelców konnych nie udało się nawiązać współdziałania ze szwadronem 3 pszw. i 31 dpanc. Natarcie strzelców konnych i szwoleżerów zaległo w ogniu artylerii i broni maszynowej obrony niemieckiej.   
W nocy z 11/12 września, wobec groźby okrążenia całej SGO „Narew”, pułk wycofywał się początkowo w kierunku południowym na Mroczki – Ciemne, a następnie na wschód na Święck Wielki. Pułk rozpoczął marsz 12 września o godz. 3:00 i stanowił ariergardę brygady i osłaniał zgrupowanie kawalerii od południa. O godz.5.00 przekroczył szosę Zambrów-Ostrów Mazowiecka i w południe 12 września zajął kwatery we wsi Święck Wielki. Wieczorem 12 września 3 psk podjął marsz w składzie kolumny Suwalskiej BK w kierunku Domanowo, Markowo. Marsz prowadzono po drogach i bezdrożach. Po północy kolumna dotarła do szosy Klukowo-Wysokie Mazowieckie, którą przekroczono pod osłoną oddziału z 1 puł..

#### Walki odwrotowe na Podlasiu
O godz.9.00 13 września 3 psk stanął na postój Hodyszewie. Patrole pułku prowadziły potyczki z patrolami niemieckiej 206 DP, w jednej z nich poległ jeden strzelec konny. Na odprawie dowódca pułku ppłk dypl. Jan Małysiak otrzymał informację, że w przypadku utraty łączności dowódcy oddziałów i pododdziałów upoważnieni są do przedzierania się na własną rękę do Puszczy Białowieskiej. Wieczorem 13 września 3 psk podjął marsz w kolumnie Suwalskiej BK w jej środku. Około północy czołowy 3 pułk szwoleżerów rozpoczął bój o zdobycie obsadzonego przez wojska niemieckie Olszewa, wsparł go później również 1 pułk ułanów wraz z 4 dywizjonem artylerii konnej.
W tym czasie maszerujący jako straż tylna 3 psk nie włączył się do walki, ale ominął rejon walk, pomimo poszukiwania pułku przez szefa sztabu Zgrupowania Kawalerii gen. bryg. Zygmunta Podhorskiego. Nie został odnaleziony. Pułk ominął rejon walk i pomaszerował na Białowieżę do nowego rejonu koncentracji zgrupowania. W siłach głównych brygady pozostał tylko 4 szwadron. Większość pułku maszerowała południowym szlakiem na Olędy. Pułk unikał walki z siłami głównymi niemieckich 206 DP i 10 DPanc. Ominął od zachodu Bielsk Podlaski i wszedł w lasy na północny zachód od miasta. Zemściło się tu kilka czynników, że pułk nie wsparł brygady w boju pod Olszewem: brak postawienia zadania pułkowi, zaraz po rozpoczęciu walki o Olszewo. Upoważnienie do samodzielnego przedzierania się do rejonu zbiórki.
W rejonie Olęd 3 psk zmienił kierunek marszu z południowego na wschodni ominął od południa Olszewo. 14 września ukrył się w lasach na północny zachód od Bielska Podlaskiego, gdzie wypoczywał. Przed wieczorem podjął marsz w kierunku północno wschodnim. W nocy z 14 na 15 września pułk przeprawił się przez Narew w rejonie wsi Puchły. Wobec obsadzenia tego rejonu przez niemiecką 21 DP ppłk dypl. Jan Małysiak zdecydował się powrócić na lewy brzeg Narwi i podjął marsz w rejon Hajnówki. Osiągnąwszy rejon Hajnówki rano 15 września zajął stanowiska obronne na skraju Puszczy Białowieskiej. 16 września o świcie Niemcy zaatakowali miasto. Niemiecki podjazd pancerno-motorowy stoczył z oddziałem osłonowym potyczkę, w której poległo 4 strzelców konnych ze szwadronu ckm, kilku odniosło rany, utracono też jeden ckm i inny sprzęt. Wobec narastającej przewagi, pułk wycofywał się w kierunku na wieś Budy i dalej zamierzał maszerować do Wołkowyska. W czasie walk poniósł duże straty w ludziach i sprzęcie. Właśnie w Wołkowysku planowano uzupełnienie i wypoczynek. 
14 września 4 szwadron 3 psk wycofał się spod Olszewa przez kilka godzin nie potrafił znaleźć wyjścia z okrążenia. Wysłane patrole ze składu jednostek z głównych sił Suwalskiej BK, 14 i 15 września do miejsca jej stacjonowania w rejonie wsi Jośki i Hodyszewo sprowadzały zabłąkane i odłączone pododdziały i pojedynczych żołnierzy, wśród nich 4/3 psk i pojedynczych strzelców konnych. Porządkowano i reorganizowano oddziały. 15 września po zapadnięciu zmroku cały czas podczas opadów deszczu 4/3 psk maszerował w składzie sił głównych brygady w jej kolumnie marszowej. Przekroczył Narew pod wsią Strabla. Następnie rano 16 września, szwadron po przeprawie zatrzymał się z częścią 2 pułku ułanów i batalionu piechoty mjr. Władysława Święcickiego we wsi Dorożki. Rano 17 września 4/3 psk wraz z 2 puł. maszerował w kolumnie południowej Suwalskiej BK przez Tryczówkę, Klewinowo, Rafałówkę maszerując polnymi drogami i leśnymi dróżkami osłaniani byli przez 3 pułk szwoleżerów. W trakcie marszu toczono potyczki z niemieckimi patrolami rozpoznawczymi, kolumna była atakowana przez niemieckie lotnictwo. Poległo kilku żołnierzy. Pod wsią Michałowo, w lesie kolumna wpadła w zasadzkę oddziałów niemieckich, kolumna w większości przedarła się w walce, a następnie zebrała się w folwarku Tylwica. Po krótkim odpoczynku i uporządkowaniu kolumna południowa podjęła dalszy marsz, po drodze do kolumny południowej dołączyła kolumna północna brygady. W trakcie przedzierania się utracono część taboru, w tym samochodowego wiozącego ciężko rannych, w podmokłym torfiastym terenie pod ostrzałem niemieckiej artylerii. 18 września o godz.5.00 4 szwadron w składzie brygady dotarł do wsi Jałówka i okolic Świsłoczy po 24 godzinnym marszu. Szwadron wraz brygadą odpoczywał, wysłane patrole zbierały odłączone od brygady pododdziały i grupki i pojedynczych żołnierzy. 20 września przemaszerowano, ze Świsłoczy do Białowieży nawiązano kontakt z 3 psk, który stał w pobliżu Białowieży.

W tym czasie 17 września 3 psk będący w trakcie marszu do Wołkowyska, otrzymał wiadomość o przekroczeniu przez Armię Czerwoną wschodnich granic Rzeczypospolitej. Wiadomość ta spowodowała, że dalszy marsz stawał się bezcelowy. Pułk zawrócił, z rejonu Cichowoli 17 września rano do Puszczy Białowieskiej, aby tego samego dnia stanąć w Białowieży Tam dołączył 4 szwadron, który przybył tu w składzie Suwalskiej BK do 3 psk. Właśnie w Białowieży pułki Suwalskiej i części Podlaskiej BK utworzyły Zgrupowanie Kawalerii „Zaza” złożone z dwóch brygad: „Plis” i „Edward”. W składzie tej ostatniej, wraz z 3 pułkiem szwoleżerów, 1 pułkiem ułanów i 11 szwadronem pionierów, oraz pozostałością 4 dak i dwoma batalionami piechoty, znalazł się 3 psk.

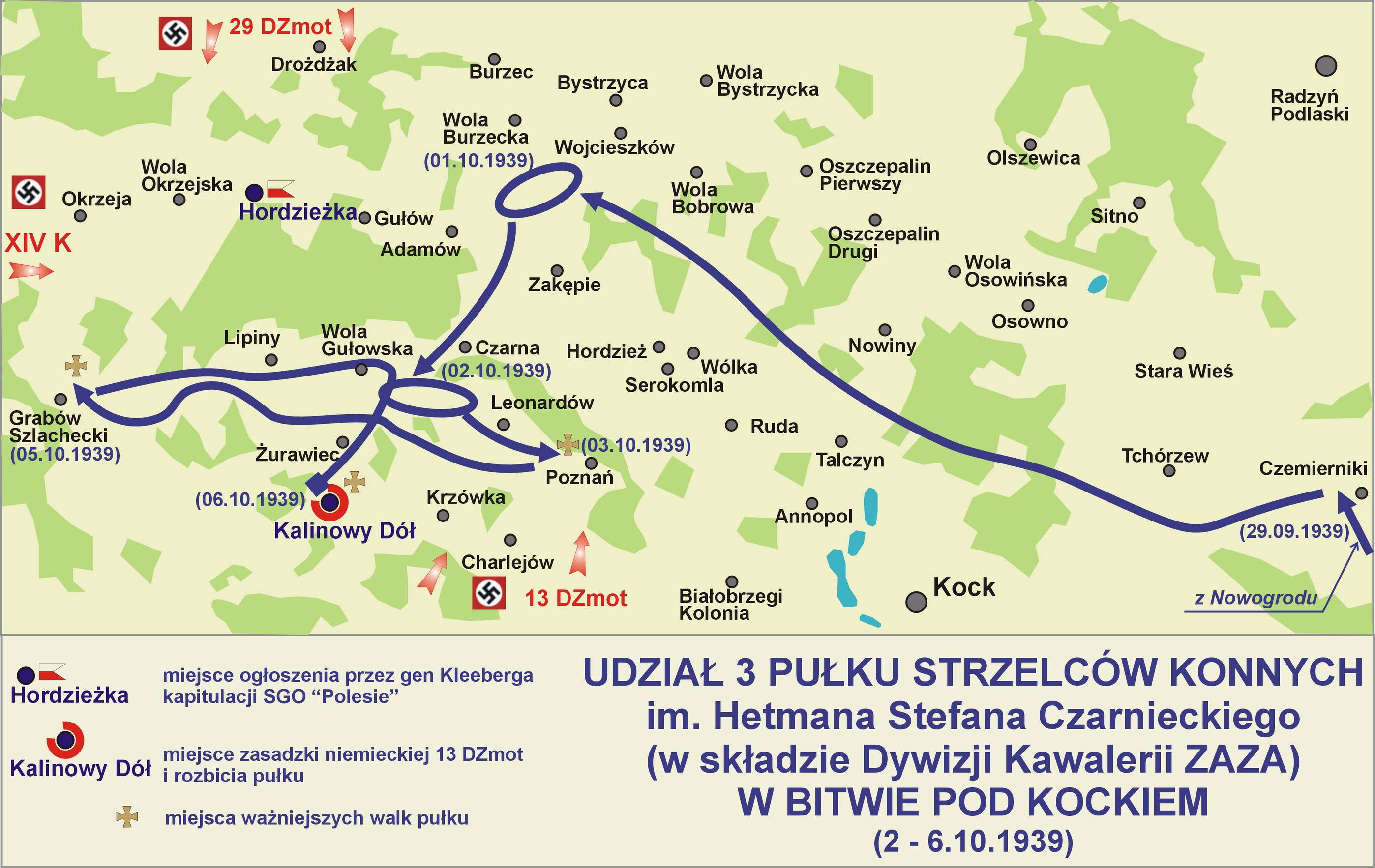

21 września pułk wyruszył na południe w kierunku Lwowa, a dalej w myśl ogólnych rozkazów miał przebijać się do Rumunii lub na Węgry. Po przeprawieniu się przez Nurzec w rejonie Kleszczeli oddziały maszerowały w kierunku linii demarkacyjnej między Niemcami i Związkiem Radzieckim.  
Dywizja maszerowała dwoma brygadowymi kolumnami, w lewej kolumnie maszerowała Brygada Kawalerii „Edward” jako czołowy 3 pułk strzelców konnych w kierunku na Kamieniec Litewski. Trasa marszu pułku wiodła drogą Białowieża-Kamieniki-Kamieniec w trakcie marszu pułk patrolami rozpoznawał prawy brzeg rzeki Leśna, rozpoznawano szczególnie na południowy zachód od wsi Kamieniki, a najbardziej drogę utwardzoną wiodącą przez Wieliczki, Janusze, Kalenkowicze. Rozpoznanie ustaliło, że wieś Kalenkowicze jest opanowana przez oddziały niemieckie. Rozkazem gen. Zygmunta Podhorskiego do opanowania wsi został wyznaczony 3 psk, który siłami wzmocnionego szwadronu miał zdobyć Kalenkowicze. W nocy 21/22 września 3. i 2 szwadron pułku pod dowództwem rtm. Wiktora Gosiewskiego zostały wyznaczone do przeprowadzenia wypadu w szyku pieszym na zajętą przez wojska niemieckie wieś Kalenkowicze. Wypad rozpoczął się o godz.2.00 22 września. Nocny wypad zaskoczył niemiecki pododdział; w walce nocnej strzelcy konni zabili kilkunastu żołnierzy niemieckich, zdobyli kilkanaście pojazdów oraz do świtu prawie całą wieś. Poległo 3 żołnierzy pułku, wśród nich ppor. Jerzy Dudek, kilku zostało rannych. Strzelcy z Wołkowyska otworzyli drogę Brygadzie Kawalerii „Edward” i Dywizji Kawalerii „Zaza”. 
W tym dniu w trakcie dalszego marszu czołowy szwadron 3 psk wziął udział w potyczce z niemiecką zasadzką, w rejonie Czeremchy, gdzie wraz z plutonem 1 puł. zasadzkę zlikwidował biorąc kilku jeńców z niemieckiej 3 Dywizji Pancernej. Po dojściu pułku wraz z brygadą do okolic nadleśnictwa Nurzec, w padającym deszczu zatrzymano się na postój, żołnierze budowali szałasy z drzew. 23 i 24 września pułk odpoczywał. O godz.17.00 24 września wyruszono w marsz w kierunku rzeki Bug do rejonu Niemirowa. Podczas przekraczania szosy Wysokie Litewskie - Siemiatycze osłaniający przemarsz 3 pszw. stoczył potyczkę z niemieckim pancernym patrolem niszcząc samochód pancerny. Przed wieczorem 25 września 3 psk przeprawił się przez Bug i stanął wieczorem na krótki postój we wsi Bubel.  
Wysyłano patrole we wszystkie strony poszukując kontaktu z oddziałami WP i ustalając gdzie przebywają wojska obu agresorów. Dalszy marsz pułk odbył w nocy 25/26 września w deszczu osiągnął rejon na południowy wschód od Białej Podlaskiej, nad ranem 26 września zatrzymał się we wsi Kozły gdzie zarządzono całodzienny postój. Na nocleg pułk przeszedł do wsi Nietiahy W nocy z 26 na 27 września do 3 psk dotarł zagubiony tabor z zaopatrzeniem. Dokonano niezbędnych reorganizacji i uzupełnień szwadronów bojowych strzelcami z pododdziałów tyłowych. 

#### Walki na terenie Lubelszczyzny
27 września pułk kontynuował marsz na Parczew i Ostrów Lubelski, osiągając 28 września prawy brzeg Wieprza. W trakcie marszu napotkano duże grupy rozbrojonych żołnierzy, zdemobilizowanych, uzyskano wiedzę o upadku Lwowa i wyjeździe rządu do Rumunii. Zaczęły się dezercje z szeregów pułku. Wysyłano liczne patrole, w tym celem rozpoznania przepraw na rzece Wieprz. Brygada Kawalerii „Edward” miała opanować przeprawy przez rzekę Wieprz i utworzyć na zachodnim brzegu przyczółek mostowy. Przyczółek zajął 1 puł., a 3 psk zajął stanowiska obronne w rejonie Nowogrodu. BK „Edward” stoczyła walkę w rejonie Zawieprzyce – Spiczyn – Kijany – Nowogród z niemiecką 4 DP gen. Hansena. 3 psk zabezpieczać miał przeprawy w rejonie Nowogrodu tocząc potyczki, główne uderzenie wyszło na przyczółek broniony przez 1 puł. Przed zmierzchem brygada oderwała się od nieprzyjaciela i podjęła marsz po trasie: Nowa Wola, Wólka Zbłocka, Berejów. Dywizja Kawalerii „Zaza” gen. Podhorskiego podporządkowana została dowódcy Samodzielnej Grupy Operacyjnej „Polesie”. 

##### W składzie SGO „Polesie” i pod Kockiem
29 września gen. Podhorski zaniechał dalszego marszu. Dywizja otrzymała rozkazy gen. Franciszka Kleeberga – dowódcy utworzonej 27 września SGO „Polesie”. Zgodnie z nowymi rozkazami pułk rozpoczął marsz na północ do rejonu w okolicach m. Czemierniki. Jego zadaniem było prowadzenie rozpoznania na kierunku Radzynia i ubezpieczenie sił głównych od strony Kocka. 30 września rano 3 psk w ramach macierzystej dywizji podczas marszu w kierunku Kocka dotarł około południa do wsi Jeleń, gdzie stanął na odpoczynek przed przeprawą przez rzekę Tyśmienicę.
1 października pułk przegrupował się z lasów Zawada przed południem przeprawił się przez Tyśmienicę w rejon Wojcieszków – Adamów, Ruda i Serokomla. Stał w tym rejonie jako odwód dywizji. 2 października przeszedł w rejon Talczyn – Leonardów – Wola Gułowska, z zadaniem prowadzenia rozpoznania na kierunkach Ryki, Dęblin, Maciejowice. 3 października pułk stanowił odwód Brygady Kawalerii „Edward”, która 1 pułkiem ułanów i 3 pułkiem szwoleżerów w pierwszym rzucie uderzyła na Niemców. Natarcie brygady, mimo rozbicia jednej baterii niemieckiej, załamało się pod wsią Poznań. Nieprzyjaciel okazał się zbyt silny. Brakowało już amunicji. 3 psk jako II rzut natarcia osłonił tylko odwrót obu pułków I rzutowych, a następnie odszedł do Rudy. 3 psk prowadził patrolowanie terenu i prowadził drobne potyczki ze zmotoryzowanymi patrolami niemieckimi.  
4 października 3 psk osłaniał macierzystą brygadę i dywizję od zachodu, zajmując stanowiska obronne w rejonie Grabowa Szlacheckiego. Pod Wolą Okrzejską pułk rozbił, wycofujący po starciu z kawalerią dywizyjną 60 DP „Kobryń” płk. Adama Eplera, jeden ze zmotoryzowanych podjazdów niemieckich. 5 października pozostawał w rejonie Grabowa Szlacheckiego i osłaniał kierunek na Ryki, zwalczał podchodzące niemieckie patrole, aż do wieczora 5 października. Wieczorem silne niemieckie natarcie piechoty zmotoryzowanej wyparło z zajmowanych stanowisk pułk, na linię lasu pomiędzy Lipinami i Grabowem Szlacheckim. Wobec wyczerpania amunicji oraz przemęczenia żołnierzy i koni znajdujących się od wielu dni w walce, gen. Kleeberg podjął decyzję o przerwaniu walki. Jego ostatni rozkaz kończył się słowami: [...] Dziękuję Wam za Wasze męstwo i Waszą karność – wiem, że staniecie, gdy będzie potrzeba. Jeszcze Polska nie zginęła i nie zginie! Niestety, rozkaz ten nie dotarł do pułku. Ponieważ gen. Zygmunt Podhorski nie wezwał ppłk. dypl. Jana Małysiaka na odprawę, a obowiązywały wcześniejsze ustalenia odnośnie przerwania niemieckiego pierścienia okrążenia przez kawalerię i marszu na południe. Oficer łącznikowy ppor. Ludwik Holnicki-Szulc nie znalazł swojego pułku i dowódcy. Łączność radiowa nie działała. 
3 psk zgromadził się w lasach Grabowa i przygotował się do wymarszu, nocą 5/6 października pułk podjął marsz pieszy prowadząc konie. Straż przednią stanowił pluton z 3 szwadronu z ciężkimi karabinami maszynowymi całość straży przedniej była pod dowództwem rtm. Witolda Wasiutyńskiego. Za strażą przednią szedł dowódca pułku i reszta pułku, za nimi tabor pod osłoną oddziału straży tylnej. Późną nocą pułk wszedł w opłotki położonej wśród lasów wioski Kalinowy Dół. Wpadł w zasadzkę zorganizowaną przez niemiecką 13 DPZmot. Poległo wielu strzelców i duża grupa została ranna. Żołnierze wycofali się w pobliskie lasy, część z końmi, część pieszo. Wśród poległych był rtm. Witold Wasiutyński i pchor. Jarosław Skarżyński. Por. Zbigniew Makowiecki tak napisał opisując kapitulację Dywizji „Zaza”: „No, mamy 3 psk, Panie Generale […] ale dlaczego oni tak spieszą do niewoli? […] Nagle ktoś krzyknął z szeregu: - To same konie! Nie ma ani jednego jeźdźca!”. 3 pułk strzelców konnych był ostatnim pułkiem, który kończył kampanię 1939 w szyku konnym. Część żołnierzy podjęła próbę przedarcia się na własną rękę. Większość 3 psk dołączyła na koniec kolumny idącej do niewoli BK „Edward” i złożyła broń w Woli Gułowskiej, pozostałe konie przekazano przed wsią Serokomla.  

### Oddział Zbierania Nadwyżek 3 psk
Po ogłoszeniu mobilizacji powszechnej i odejściu 3 pułku strzelców konnych do Suwalskiej BK, SGO „Narew”, w koszarach w Wołkowysku z pozostałej kadry i napływających rezerwistów oraz koni z poboru rozpoczęto organizować Oddział Zbierania Nadwyżek mobilizacyjnych 3 psk. Rozpoczęto formować szwadrony; zorganizowano ostatecznie 5 szwadronów w liczbie ok. 620 żołnierzy. Z pozostałości umundurowania, uzbrojenia i wyposażenia, wyekwipowano 1 szwadron z 1 rkm i 80 granatami; ponadto częściowo wyekwipowano 2 szwadron. Dowódcą OZN 3 psk był wyznaczony rtm. Bronisław Korzon, kwatermistrzem rtm. Bazyli Nieczaj. Szwadrony sukcesywnie po zorganizowaniu odeszły na przejściowe kwatery do m. Wola, gdzie rozpoczęto szkolenie. Z pięciodniowym opóźnieniem 12 września został podstawiony transport kolejowy do przewiezienia oddziału do Ośrodka Zapasowego Nowogródzkiej BK w Łukowie. OZN 3 psk transportem kolejowym poprzez Baranowicze dotarł 13 września do Brześcia n/Bugiem; 14 września po ataku powietrznym lotnictwa niemieckiego, transport dotarł w pobliże Łukowa do Szaniawy. Podczas postoju transport został zbombardowany, nie poniesiono strat. Z uwagi na uszkodzenia torów transport o godz.16.00 został rozkazem dowódcy OZKaw. „Łuków” skierowany do Żabinki. Tam po wyładowaniu szwadronów, 15 września transport był atakowany przez lotnictwo; poniósł straty 4 poległych i 7 rannych strzelców. 16 września, z uwagi na zagrożenie atakiem przez niemieckie oddziały zmotoryzowane, po stoczeniu potyczki z niemieckim pododdziałem motocyklistów, oddział podjął marsz w kierunku miejscowości Dywin. Podczas przeprawy przez Muchawiec, do wsi Sawickie 1 szwadron pod dowództwem ppor. rez. Zdzisława Rojewskiego stoczył potyczkę z niemieckimi motocyklistami w Załuziu, gdzie poległ jeden strzelec, a 4 zostało rannych. 18 września po osiągnięciu miejscowości Dywin, rtm. Bronisław Korzon nawiązał kontakt z wojskami SGO „Polesie”. 19 września OZN 3 psk w Lubieszowie podporządkował się gen. bryg. Franciszkowi Kleebergowi. 20 września oddział dotarł do Kamienia Koszyrskiego, gdzie otrzymał 100 uzbrojonych kawalerzystów, wyposażenie, mundury, częściowo broń oraz 200 koni zmobilizowanych do OZ Nowogródzkiej Brygady Kawalerii (OZKaw. Łuków), całość pod dowództwem por. rez. Bogusława Zaleskiego. 21 września rtm. Korzon sformował półszwadron konny i 2 szwadrony piesze. Po dołączeniu Podlaskiej BK do SGO „Polesie” szwadron konny wszedł w skład 9 pułku strzelców konnych, nadwyżkę koni skierowano do Podlaskiej BK; żołnierze nieuzbrojeni i nieumundurowani zostali zwolnieni ze służby.
Oddział Zbierania Nadwyżek 9 psk (obsada personalna) w dniach 1-20 IX 1939
- dowódca OZN 3 psk - rtm. Bronisław Korzon
- kwatermistrz - rtm. Bazyli Nieczaj
- adiutant oddziału - ppor. rez. Stanisław Jurowski
- dowódca 1 szwadronu ppor. rez. Zdzisław Rojewski
- dowódca 2 szwadronu - por. rez. Jerzy Wickenhagen
- dowódca 3 szwadronu - ppor. rez. Wacław Wierzbowski
- dowódca 4 szwadronu - ppor. rez. Stanisław Nowicki
- dowódca 5 szwadronu - ppor. rez. Roman Leliwa-Połoński
- oficer żywnościowy - ppor. rez. Marian Wichrowski
- oficer gospodarczy - ppor. rez. Zienkiewicz
- oficer kasynowy - ppor. rez. Andrzej Chludziński.

Oddział OZKaw. „Łuków” w dniach 21-22 IX 1939
- dowódca oddziału - rtm. Bronisław Korzon
- zastępca dowódcy oddziału - rtm. Bazyli Nieczaj
- półszwadron konny OZ - ppor. rez. Zdzisław Rojewski (wcielony do 1 i 4 szwadronów 9 psk)
- 1 szwadron pieszy OZ - por. rez. Bogusław Zaleski (wcielony do Zgrupowania „Drohiczyn Poleski”)
- 2 szwadron pieszy OZ - ppor. rez. Wacław Wierzbowski (wcielony do Zgrupowania „Drohiczyn Poleski”)
- 3 szwadron  marszowy OZ (konno-pieszy) - rtm. Bronisław Korzon (jako zgrupowanie marszowe w Podlaskiej BK, 4 plutony 270-300 strzelców konnych - do 4 X 1939).

22 września Oddział Ośrodka Zapasowego Kawalerii „Łuków” rtm. Korzona rozwiązano odsyłając szwadrony piesze do Zgrupowania „Drohiczyn Poleski”, a półszwadron konny do uzupełnienia 9 psk.  W składzie Podlaskiej BK pozostał 3 szwadron marszowy pod dowództwem rtm. Korzona (nazywany zgrupowaniem marszowym rtm. Korzona). Ze składu szwadronu sukcesywnie, w następnych dniach odsyłano pojedyncze plutony konne do uzupełnienia 5 pułku ułanów i 9 pułku strzelców konnych, w miarę pozyskiwania koni z siodłami. Pozostałość szwadronu marszowego 4 października wraz z rtm. Korzonem weszła w skład macierzystego 3 pułku strzelców konnych, gdzie rtm. Korzon objął stanowisko II zastępcy dowódcy (kwatermistrza) 3 psk.
| Żołnierze odznaczeni Krzyżem Srebrnym Orderu Virtuti Militari za kampanię wrześniową 1939 | Żołnierze odznaczeni Krzyżem Srebrnym Orderu Virtuti Militari za kampanię wrześniową 1939 | Żołnierze odznaczeni Krzyżem Srebrnym Orderu Virtuti Militari za kampanię wrześniową 1939 |
| ----------------------------------------------------------------------------------------- | ----------------------------------------------------------------------------------------- | ----------------------------------------------------------------------------------------- |
| rtm. Mieczysław Pająk                                                                     | ś.p. rtm. Witold Wasiutyński                                                              | por. kaw. Mieczysław Łączyński                                                            |
| ś.p. ppor. kaw. Jerzy Dudek                                                               | ppor. kaw. rez. Ludwik Holnicki-Szulc                                                     | ppor. kaw. rez. Jerzy Sołtan                                                              |
| st. wachm. Stefan Paduch                                                                  | ś.p. st. wachm. Stanisław Tarnowski                                                       | ppor. kaw. rez. Wacław Jan Tokarz                                                         |

| Struktura organizacyjna i obsada personalna we wrześniu 1939 | Struktura organizacyjna i obsada personalna we wrześniu 1939 |
| Stanowisko                                                   | Stopień, imię i nazwisko                                     |
| dowództwo                                                    | dowództwo                                                    |
| ------------------------------------------------------------ | ------------------------------------------------------------ |
| dowódca pułku                                                | ppłk dypl. kaw. Jan Małysiak                                 |
| I zastępca dowódcy                                           | ppłk kaw. Stefan Platonoff                                   |
| II zastępca dowódcy (kwatermistrz)                           | mjr kaw. Jerzy Florkowski                                    |
| adiutant                                                     | rtm. Wacław Bogucki                                          |
| oficer ordynansowy                                           | ppor. kaw. rez. inż. Zdzisław Janota Bzowski                 |
| oficer broni                                                 | por. rez. inż Jerzy Wysocki                                  |
| oficer p.gaz.                                                | ppor. Władysław Kwiecień                                     |
| oficer płatnik                                               | por. int. Jan Kapuściński                                    |
| oficer żywnościowy                                           | por. Wiktor Ciechanowicz                                     |
| lekarz                                                       | por. lek. Stanisław Sikora                                   |
| lekarz wet.                                                  | kpt. lek. wet. Bronisław Lubieniecki                         |
| kapelan                                                      | ks. kpt. Adam Gieczyc                                        |
| dowódca szwadronu gospodarczego                              | por. rez. Jerzy Antoni Łempicki                              |
| 1 szwadron                                                   |                                                              |
| dowódca 1 szwadronu                                          | rtm. Mieczysław Roman Pająk                                  |
| dowódca I plutonu                                            | por Zbigniew Naborowski                                      |
| dowódca II plutonu                                           | ppor. Kazimierz Cent                                         |
| dowódca III plutonu                                          | ppor. Jan Rumas                                              |
| wachmistrz szef                                              | st. wachm. Stefan Paduch                                     |
| 2 szwadron                                                   |                                                              |
| dowódca 2 szwadronu                                          | rtm. Antoni Kossakowski                                      |
| dowódca I plutonu                                            | por. rez. Stanisław Tołłoczko                                |
| dowódca II plutonu                                           | ppor. Jerzy Tadeusz Dudek                                    |
| dowódca III plutonu                                          | ppor. Jan Karpiński                                          |
| wachmistrz szef                                              | st. wachm. Józef Dzięciołowski                               |
| 3 szwadron                                                   |                                                              |
| dowódca 3 szwadronu                                          | rtm. Wiktor Gosiewski                                        |
| dowódca I plutonu                                            | ppor. Tadeusz Bogusław Zieliński                             |
| dowódca II plutonu                                           | ppor. rez. Zbigniew Makowiecki                               |
| dowódca III plutonu                                          | ppor. Wacław Jan Tokarz                                      |
| wachmistrz szef                                              | st. wachm. Stanisław Tarnowski †8 IX 1939 Dzwonek            |
| 4 szwadron                                                   |                                                              |
| dowódca 4 szwadronu                                          | por. Lucjan Lewandowski                                      |
| dowódca I plutonu                                            | por. Henryk Kulesza                                          |
| dowódca II plutonu                                           | ppor. rez. Stanisław Jurkowski                               |
| dowódca III plutonu                                          | ppor. rez. Gołaszewski                                       |
| wachmistrz szef                                              | wachm. Czesław Nowakowski                                    |
| szwadron ckm                                                 |                                                              |
| dowódca szwadronu ckm                                        | rtm. Witold Wasiutyński                                      |
| dowódca I plutonu                                            | ppor. Anatol Buczarski                                       |
| dowódca II plutonu                                           | ppor. rez. Ludwik Holnicki-Szulc                             |
| dowódca III plutonu                                          | ppor. rez. Wiesław Schmalhoffer                              |
| wachmistrz szef                                              | wachm. Niemirowski                                           |
| pododdziały specjalne                                        |                                                              |
| dowódca plutonu łączności                                    | ppor. rez. Jerzy Sołtan                                      |
| dowódca plutonu kolarzy                                      | ppor. rez. Włodzimierz Teodor Sawczuk                        |
| dowódca plutonu przeciwpancernego                            | por. Mieczysław Łączyński                                    |

## Symbole pułkowe

### Sztandar

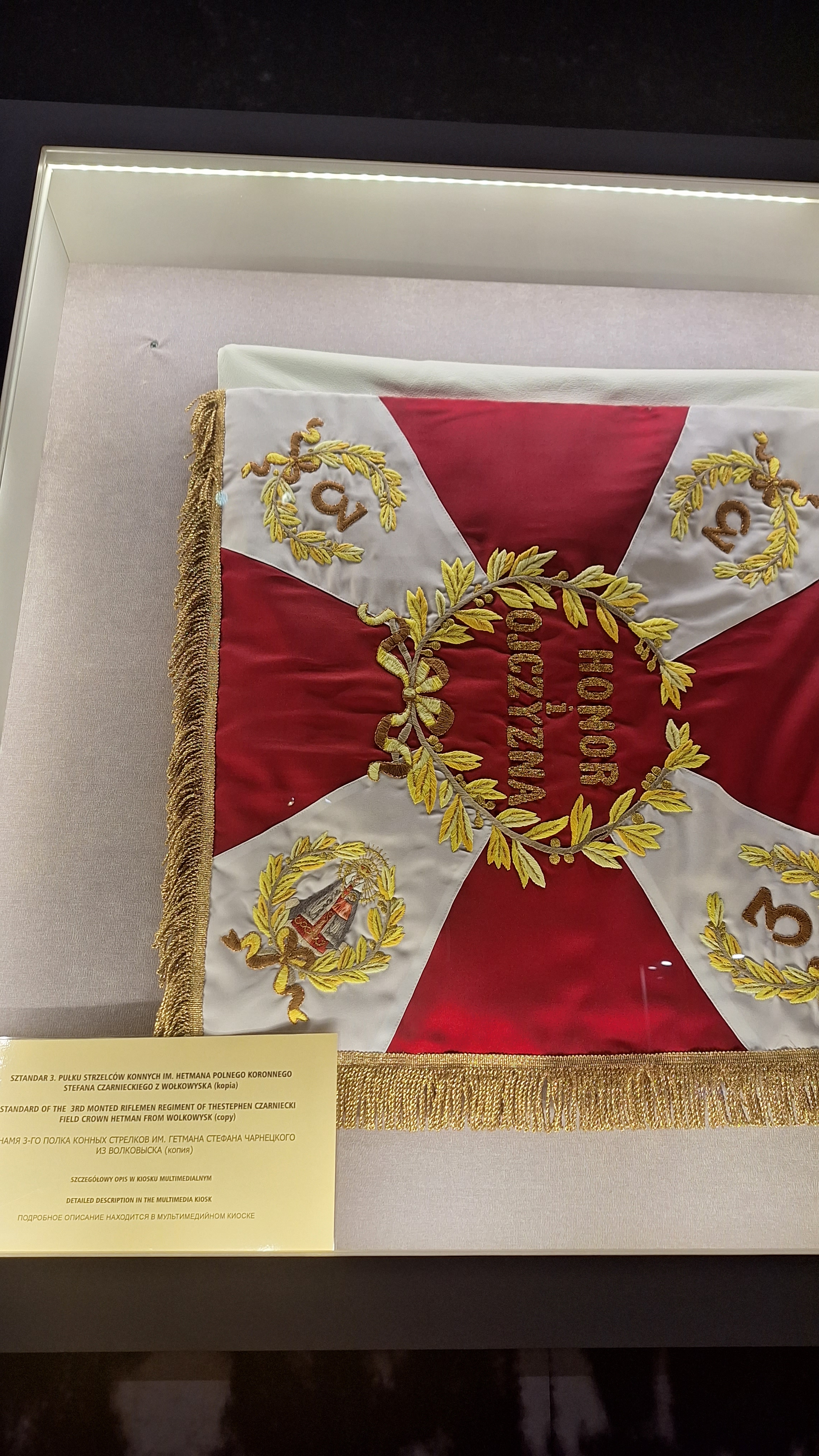
Kopia sztandaru 3. Pułk Strzelców Konnych/Muzeum Wojska w Białymstoku

27 kwietnia 1923 w Wołkowysku, w dniu święta pułkowego, dowódca Okręgu Korpusu Nr III gen. Juliusz Tarnawa-Malczewski, w imieniu Prezydenta RP, wręczył dowódcy pułku sztandar ufundowany przez ziemian powiatu pińczowskiego. Rodzicami chrzestnymi byli: Maria Wojciechowska i margrabia Wielopolski z Chrobrza.
Na czterech rogach przedniej strony płata widniała cyfra „3”, a w środku znak orła według wzoru 1919. Na drzewcu orzeł wsparty na puszce z napisem „S 3 K”. Cyfra „3” widnieje również na czterech rogach płata na jego rewersie. W środku w wieńcu napis Honor i Ojczyzna.
Sztandar towarzyszył pułkowi w działaniach wojennych 1939 roku. W momencie zagrożenia wachm. Wacław Stasiewicz owinął go wokół siebie pod mundurem i 12 października 1939 zakopał pod Żelechowem. Niespełna rok później odkopał jednak sztandar, poddał częściowej renowacji i we wrześniu 1940 w majątku Józefa Bispinga w Zagórkach w pow. puławskim, już w metalowej tubie, ponownie go zakopał. 5 lipca 1980 odnaleziono sztandar, a 5 października przekazany został przez przedstawicieli Koła Pułkowego do Muzeum WP w Białymstoku.
Odnaleziony sztandar nie był jednak identyczny z tym wręczonym pułkowi w 1923. Na rewersie płata w prawym zewnętrznym dolnym rogu w miejscu dotychczasowej cyfry „3” znajduje się wizerunek Matki Boskiej Kodeńskiej.
Prawdopodobnie w „starym” sztandarze wypruto w jednym rogu cyfrę „3” i wyhaftowano na tym miejscu wizerunek Matki Boskiej, albo nieoficjalnie – podmieniono cały sztandar nie organizując uroczystej ceremonii.

### Odznaka pamiątkowa
21 stycznia 1927 minister spraw wojskowych rozkazem G.M. 31319/26 zatwierdził odznakę pamiątkową 3 psk. Przedstawia tarczę herbową z literami „S”, „K” i cyfra „3” oraz trzy rozchodzące się promieniście proporczyki w barwach pułku. W środku orzełek z układem skrzydeł ku dołowi, nawiązujący do orzełka Dywizji Litewsko-Białoruskiej, z której to wywodziły się dwa szwadrony pułku.
Daty: 1807 – 1921 nawiązują do wydarzeń związanych z historią pułku. Rok „1807” miał nawiązywać do tradycji Armii Księstwa Warszawskiego. Druga data - „1921” - nawiązuje do powołania pułku do życia już na stopie pokojowej Wojska Polskiego. W 1930 czyniono starania o zmianę daty z 1921 na 1918. Chciano tym nawiązać do utworzenia we Włocławku „Szwadronu Ziemi Kujawskiej”. MSWojsk. nie wyraziło jednak zgody na zmianę.
W pułku noszono również nieformalne odmiany odznak z datami 1815 – 1919. Rok „1815” nawiązywał do tradycji z lat Wojska Polskiego Królestwa Kongresowego, natomiast data „1919” miała wykazać wojenną przeszłość szwadronów. Zarówno odznaki, jak i ich miniatury często różniły się układem barw proporczyków. Kolejność prawidłowa to: (od góry) szmaragdowa - żółta – amarantowa.

### Barwy
3 pułk strzelców konnych od 1922 używał proporczyka barwy szmaragdowo-amarantowej z żółtym paskiem, a do 1927 otoku barwy oliwkowej. Rozkazem Ministerstwa Spraw Wojskowych z 24 marca 1927 pułk otrzymał otok barwy amarantowej.
| Proporczyk | Opis                                                             |
| ---------- | ---------------------------------------------------------------- |
|            | Proporczyk szmaragdowo-amarantowy z żółtym paskiem               |
|            | proporczyk dowództwa w 1939                                      |
|            | proporczyk 1 szwadronu w 1939                                    |
|            | proporczyk 2 szwadronu w 1939                                    |
|            | proporczyk 3 szwadronu w 1939                                    |
|            | proporczyk 4 szwadronu w 1939                                    |
|            | proporczyk 5 szwadronu ckm w 1939                                |
|            | proporczyk plutonu łączności w 1939                              |
| Inne       | Opis                                                             |
|            | Czapka rogatywka – otok amarantowy                               |
|            | Szasery ciemnogranatowe, lampasy amarantowe, wypustka amarantowa |

### Żurawiejka
| Do rozróby zawsze skłonni, wołkowyscy strzelcy konni.                      | Goła d. zamiast pyska, to są strzelcy z Wołkowyska.      | A kto Pułku nie szanuje, niech nas w d ... pocałuje! |
| Słabi w szabli, mocni w pysku, to są strzelcy w Wołkowysku.                | Kto ostrogą, szablą błyska? To są strzelcy z Wołkowyska. |                                                      |
| Po każdej zwrotce: Lance do boju, szable w dłoń, bolszewika goń, goń, goń! |                                                          |                                                      |

Wyszkolenie w pułku było na wysokim poziomie, co komentowano stwierdzeniem „tyle zysku co w Wołkowysku”.

## Strzelcy konni z Wołkowyska

### Dowódcy i zastępcy dowódcy pułku
| Stopień, imię i nazwisko                     | Okres pełnienia służby        | Kolejne stanowisko                              |
| Dowódcy pułku                                | Dowódcy pułku                 | Dowódcy pułku                                   |
| -------------------------------------------- | ----------------------------- | ----------------------------------------------- |
| płk kaw. Władysław Tomaszewicz               | X 1921 – XI 1927              |                                                 |
| ppłk / płk dypl. kaw. Jan Rozwadowski        | XI 1927 – VIII 1931           |                                                 |
| ppłk / płk kaw. Leonard Michalski            | VIII 1931 – VII 1935          |                                                 |
| płk dypl kaw. Julian Filipowicz              | VII 1935 – IV 1939            |                                                 |
| ppłk dypl. kaw. Jan Małysiak                 | V – X 1939                    |                                                 |
| Zastępcy dowódcy pułku                       |                               |                                                 |
| mjr kaw. Teodor Mogilnicki                   | 1923                          |                                                 |
| mjr kaw. Adam Bogoria-Zakrzewski             | p.o. 29 IV 1924 – 11 III 1926 | p.o. zastępcy dowódcy 3 puł                     |
| płk kaw. Aleksander I Wasilewski             | do 11 VI 1927                 |                                                 |
| mjr kaw. Marek Stanisław Mysłakowski         | 11 VI 1927 − 14 II 1929       | dyspozycja dowódcy OK III                       |
| ppłk kaw. Tadeusz Seeliger-Reklewski         | 27 IV –- 23 XII 1929 → KOP    |                                                 |
| mjr / ppłk dypl. Włodzimierz Dunin-Żuchowski | 23 XII 1929 – 23 III 1932     | szef wydziału w Departamencie Kawalerii MSWojsk |
| mjr / ppłk kaw. Stefan Jan Józef Platonoff   | III 1932 – IX 1939            |                                                 |

### Żołnierze 3 pułku strzelców konnych - ofiary zbrodni katyńskiej
Biogramy zamordowanych oficerów znajdują się na stronie internetowej Muzeum Katyńskiego
| Stopień, nazwisko i imię          | zawód              | miejsce pracy przed mobilizacją    | zamordowany |
| --------------------------------- | ------------------ | ---------------------------------- | ----------- |
| ppor. rez. Błażejewski Roman      | lekarz weterynarii |                                    | Katyń       |
| ppor. rez. Daniuk Władysław       | nauczyciel         |                                    | Charków     |
| ppor. rez. Kapliński Leon         | lekarz             | praktyka w Lidzie                  | Katyń       |
| ppor. Kryda Stanisław             | żołnierz zawodowy  |                                    | Katyń       |
| ppor. Kulesza Henryk              | żołnierz zawodowy  |                                    | Katyń       |
| rtm. Nieczaj Bazyli               | żołnierz zawodowy  | oficer administracyjno-materiałowy | BLK         |
| ppor. rez. Sałaciński Maksymilian | nauczyciel         | szkoła w Bałuczu                   | Katyń       |

## Tradycje pułku

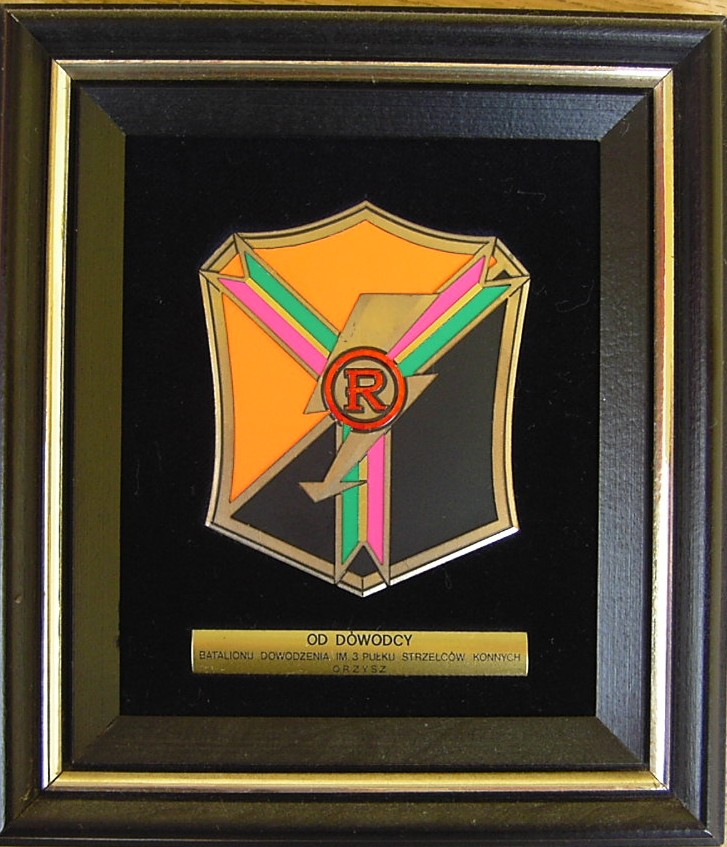
Ryngraf bdow 4 BKPanc

Barwy i tradycję 3 pułk strzelców konnych im. Hetmana Polnego Koronnego Stefana Czarnieckiego w latach 1995–2000 kontynuował batalion dowodzenia 4 Suwalskiej Brygady Kawalerii Pancernej w Orzyszu.
Tradycję pułku  kontynuuje Szwadron Toporzysko w barwach pułku 3 strzelców konnych im. Hetmana Polnego Koronnego Stefana Czarnieckiego działający na prawach sekcji w Stowarzyszeniu Klub Sportowy „Bór”. Powstał w 2005 jako kontynuacja drużyny harcerskiej noszącej barwy P3SK, działającej od 1991 roku – najpierw w Krakowie, a potem w Toporzysku. Barwy pułkowe zostały oficjalnie nadane drużynie przez Koło Pułkowe Pułku 3 Strzelców Konnych w dniu święta pułkowego 27 kwietnia 1992. Aktu nadania barw dokonał ówczesny dowódca Koła płk dr Bronisław Lubieniecki. Po raz drugi fakt otrzymania barw pułkowych potwierdził rtm. Ryszard Dembiński – Prezes Zrzeszenia Kół Pułkowych Kawalerii w Londynie w dniu Święta Pułkowego 27 kwietnia 2007.